# Basketball Bundesliga de 1972–73
A Temporada 1972–73 da Basketball Bundesliga foi a 7.ª edição da principal competição de basquetebol masculino na Alemanha. A equipe do USC Heidelberg de Baden-Württemberg conquistou o seu décimo segundo título nacional.

## Equipes participantes
| Norte                   | Norte       | Sul               | Sul         |
| Clube                   | Localização | Clube             | Localização |
| ----------------------- | ----------- | ----------------- | ----------- |
| SSV Hagen               | Hagen       | MTV 1846 Giessen  | Giessen     |
| VfL Osnabrück           | Osnabruque  | USC München       | Munique     |
| TuS 04 Leverkusen       | Leverkusen  | USC Heidelberg    | Edelberga   |
| MTV Wolfenbüttel        | Volfembutel | 1. FC 01 Bamberg  | Bamberga    |
| Hamburger TB            | Hamburgo    | FC Bayern München | Munique     |
| Berliner SV 1892        | Berlim      | USC Mainz         | Mogúncia    |
| TSV Hagen 1860          | Hagen       | SV Möhringen      | Estugarda   |
| Neuköllner Sportfreunde | Berlim      | TSV Nördlingen    | Nördlingen  |

## Classificação Fase Regular

### Grupo Norte
| Pos. | Clube                   | Pts   | Pts+ : Pts- | Classificação                   |
| ---- | ----------------------- | ----- | ----------- | ------------------------------- |
| 1    | SSV Hagen               | 26:2  | 1269:987    | Classificados para segunda fase |
| 2    | VfL Osnabrück           | 22:6  | 1260:1026   | Classificados para segunda fase |
| 3    | TuS 04 Leverkusen       | 19:9  | 1217:948    | Classificados para segunda fase |
| 4    | MTV Wolfenbüttel        | 16:12 | 1080:1957   | Classificados para segunda fase |
| 5    | Hamburger TB            | 15:13 | 1067:1120   |                                 |
| 6    | Berliner SV 1892        | 10:18 | 977:1101    |                                 |
| 7    | TSV Hagen 1860          | 4:24  | 945:1274    | Rebaixados                      |
| 8    | Neuköllner Sportfreunde | 0:28  | 967:1369    | Rebaixados                      |

### Grupo Sul
| Pos. | Clube             | Pts   | Pts+ : Pts- | Classificação                   |
| ---- | ----------------- | ----- | ----------- | ------------------------------- |
| 1    | MTV 1846 Giessen  | 28:0  | 1369:1002   | Classificados para segunda fase |
| 2    | USC München       | 20:8  | 1098:1010   | Classificados para segunda fase |
| 3    | USC Heidelberg    | 18:10 | 1068:998    | Classificados para segunda fase |
| 4    | 1. FC 01 Bamberg  | 16:12 | 1075:1034   | Classificados para segunda fase |
| 5    | FC Bayern München | 12:16 | 997:1043    |                                 |
| 6    | USC Mainz         | 8:20  | 1015:1125   |                                 |
| 7    | SV Möhringen      | 5:23  | 1046:1161   | Rebaixados                      |
| 8    | TSV Nördlingen    | 5:23  | 928:1223    | Rebaixados                      |

## Grupos de quartas de finais

### Grupo A
| Pos. | Clube            | Pts  | Pts+ : Pts- | Classificação               |
| ---- | ---------------- | ---- | ----------- | --------------------------- |
| 1    | MTV 1846 Giessen | 10:2 | 538:449     | Classificados para Playoffs |
| 2    | USC Heidelberg   | 10:2 | 520:487     | Classificados para Playoffs |
| 3    | VfL Osnabrück    | 4:8  | 500:520     |                             |
| 4    | MTV Wolfenbüttel | 0:12 | 400:502     |                             |

### Grupo B
| Pos. | Clube             | Pts | Pts+ : Pts- | Classificação               |
| ---- | ----------------- | --- | ----------- | --------------------------- |
| 1    | TuS 04 Leverkusen | 6:6 | 462:447     | Classificados para Playoffs |
| 2    | 1. FC 01 Bamberg  | 6:6 | 464:458     | Classificados para Playoffs |
| 3    | USC München       | 6:6 | 432:432     |                             |
| 4    | SSV Hagen         | 6:6 | 467:488     |                             |

## Playoffs
|  |    |                   |                |     |     |     |    |                 |    |    |     |  |
|  |    |                   |                |     |     |     |    |                 |    |    |     |  |
|  | B2 | 1.FC Bamberg      | 56             | 82  | 138 |     |    |                 |    |    |     |  |
|  | A1 | MTV 1846 Gießen   | 87             | 107 | 194 |     |    |                 |    |    |     |  |
|  |    |                   |                |     |     |     | A1 | MTV 1846 Gießen | 70 | 70 | 140 |  |
|  |    | B2                | USC Heidelberg | 70  | 71  | 141 |    |                 |    |    |     |  |
|  | A2 | USC Heidelberg    | 64             | 70  | 134 |     |    |                 |    |    |     |  |
|  | B1 | TuS 04 Leverkusen | 52             | 60  | 112 |     |    |                 |    |    |     |  |

## Campeões da Basketball Bundesliga (BBL) 1972–73
| Campeões da BBL 1972–73    |
| -------------------------- |
| USC Heidelberg 12.º título |

## Clubes alemães em competições europeias
| Clube             | Competição         | Resultado                                                      |
| ----------------- | ------------------ | -------------------------------------------------------------- |
| TuS 04 Leverkusen | Copa dos Campeões  | Eliminado na Primeira Fase por Simmenthal Milano (73-75;87-90) |
| MTV Wolfenbüttel  | Copa Korać         | Eliminado na Fase de Grupos como 2º no Gr.D (1v-1d)            |
| MTV 1846 Gießen   | FIBA Copa Europeia | Eliminado na Fase Top12 por Jugoplastika Split (84-99;82-92)   |